# Дехьон
Джонг Де-хьон (на корейски: 정대현; на английски: Jung Dae-hyun; роден на 28 юни 1993 г.), известен още като Дехьон, е южнокорейски певец.
Дебютира като част от шестчленната кей поп музикална момчешка група B.A.P, сформирана от компанията TS Entertainment. Той е основният вокал на групата от 2012 г. до разпадането ѝ през 2019 г. Издава дебютния си мини албум Chapter2 „27“ през април 2019 г.

## Биография
Джонг е роден на 28 юни 1993 г. в Пусан, Южна Корея. Син на родители, притежеващи магазин за електроника, Дехьон е отгледан в заможно семейство. Мечтата му да стане певец се заражда след като се запознава с музиката на групата TVXQ и още като дете той започва да пее. Докато е в детска градина Азиатската финансова криза от 1997 г. докарва семейството му до бедност. Джонг се мести в Пусан заедно с родителите си, където завършва началното си образование. Спира да пее заради притеснения, свързани с образованието и кариерата си. Отказва се от мечтата си да учи в гимназия по изкуства и се записва в друга институция с музикален отдел. По време на втората си година в гимназията участва в младежки обучителен център, който му позволява да упражнява пеенето си, както и да се научи на брейк танци. Слушайки съвета на свой приятел, Джонг се записва в специализирано частно училище, където се обучава в продължение на една година.

## Дискография

### Албуми

#### Мини албуми
| Заглавие      | Информация                                                                                   | Пикови позиции в класациите | Продажби |
| Заглавие      | Информация                                                                                   | Южна Корея                  | Продажби |
| ------------- | -------------------------------------------------------------------------------------------- | --------------------------- | -------- |
| Chapter2 „27“ | - Издаден: 5 април 2019 г. - Компания: Wecan Company - Формат: CD, дигитално разпространение | 13                          |          |

### Сингли
| Заглавие                  | Година | Пикови позиции в класациите | Продажби | Албум                                         |
| Заглавие                  | Година | Южна Корея                  | Продажби | Албум                                         |
| ------------------------- | ------ | --------------------------- | -------- | --------------------------------------------- |
| „Shadow“ (featuring Zelo) | 2017   | —                           |          | Dae Hyun X Jong Up Project Album 'Party Baby' |
| „Baby“                    | 2018   | —                           |          | Dae Hyun 1st Digital Single Album [Baby]      |
| „You're My“ (너는 내게)   | 2019   | —                           |          | Chapter2 “27“                                 |

### Изпълнения като гост музикант
| Заглавие                      | Година | Други музиканти            | Изпълнен                 |
| ----------------------------- | ------ | -------------------------- | ------------------------ |
| „Cocktail Love“ (칵테일 사랑) | 2014   | Джон Хьо-сонг, Сонг Джи-ун | Music Travel Yesterday 6 |
| „One More Time“ (한 번만 더)  | 2015   | Ким Джонг-те               | King of Mask Singer 33   |
| „Empty Glass“ (빈잔)          | 2015   | –                          | King of Mask Singer 34   |